# Groovy
Groovy este un limbaj de programare.

## Exemplu
Următorul cod scris în Groovy:
```
 
[
"Rod"
,
 
"Carlos"
,
 
"Chris"
].
findAll
{
it
.
size
()
 
<=
 
4
}.
each
{
println
 
it
}

```

este echivalent cu codul scris în Java:
```
public
 
class
 
StdJava
 
{

  
public
 
static
 
void
 
main
(
String
 
argv
[]
)
 
{

    
for
 
(
String
 
it
 
:
 
new
 
String
 
[]
 
{
"Rod"
,
 
"Carlos"
,
 
"Chris"
})

      
if
 
(
it
.
length
()
 
<=
 
4
)

        
System
.
out
.
println
(
it
);

  
}

}

```